# Suzuki X-90
Suzuki X-90 — переднемоторный, задне- или полноприводный, двухдверный, двухместный автомобиль, выпускавшийся с 1995 по 1997 год японской компанией Suzuki на базе Suzuki Vitara. Автомобиль имел съёмную крышу с T-образным сечением. На рынке в США Suzuki X-90 заменил Suzuki Samurai. На японском рынке продажи X-90 начались в конце 1995 года, а на западных рынках — в апреле 1996 года.

## Описание
Серийный Suzuki X-90 был представлен в 1995 году (ранее в 1993 году на Токийском автосалоне дебютировал концепт-кар). Продажи начались в конце того же года на японском рынке. В 1996 году продажи Suzuki X-90 начались на международных рынках. 1348 моделей было продано в Японии, а 7205 моделей было импортировано в США. В 1996 году в США было продано более половины автомобилей, в 1997 году — 2087 единиц, а в 1998 году — 477 единиц.
В течение 1996 года в Австралию было импортировано 484 автомобиля Suzuki X-90. Также автомобили импортировались в Европу. К середине 1997 года розничные цены упали на 25%. Осуществление импорта было прекращено, и последний Suzuki X-90 был продан в 1999 году.

## Технические характеристики
Suzuki X-90 оснащался 1,6-литровым рядным четырёхцилиндровым 16-клапанным двигателем мощностью 71 кВт (95 л. с.). Привод — задний или полный. Коробка передач — пятиступенчатая механическая или четырёхступенчатая автоматическая. В комплектацию входили двойные подушки безопасности, антиблокировочная тормозная система и кондиционер. Один дилер установил шестидисковый CD-чейнджер.
Подвеска автомобиля — Макферсон. Передняя подвеска имеет винтовые пружины, а задняя — винтовые пружины на поперечных рычагах и продольных тягах. Запасное колесо хранится в багажнике, а пространство за двумя сиденьями обеспечивает дополнительное грузовое пространство.